# Paesi Bassi ai Giochi della XVI Olimpiade
I Paesi Bassi hanno partecipato alle XVI Olimpiadi solo a Stoccolma dall'11 al 17 giugno dello stesso anno (per gli eventi equestri) 
con una delegazione di 1 atleta,
senza aggiudicarsi medaglie.